# Nagoya Oceans
Nagoya Oceans (名古屋オーシャンズ) é um clube de futsal, de Nagoya, Japão.

## Troféus
- AFC Futsal Club Championship: 4 [1]
  - Vencedores: 2011, 2014, 2016, 2019
- All-Japan Championship: 6
  - Vencedores: 2007, 2013, 2014, 2015, 2018, 2019
- F. League: 11
  - Vencedores: 2007–08, 2008–09, 2009–10, 2010–11, 2011–12, 2012–13, 2013–14, 2014–15, 2015–16, 2017–18, 2018-19
- F.League Ocean Cup 8
  - Vencedores: 2010, 2011, 2012, 2013, 2014, 2017, 2018, 2019

## Classes
| Season  | League     | League Place    | AFC Futsal Club Championship |
| ------- | ---------- | --------------- | ---------------------------- |
| 2007-08 | F. League  | 1st             |                              |
| 2008-09 | F. League  | 1st             |                              |
| 2009-10 | F. League  | 1st             |                              |
| 2010-11 | F. League  | 1st             | 3rd place                    |
| 2011-12 | F. League  | 1st             | Champions                    |
| 2012-13 | F. League  | 1st / Won       | 3rd place                    |
| 2013-14 | F. League  | 1st / Won       | 3rd place                    |
| 2014-15 | F. League  | 1st / Won       | Champions                    |
| 2015-16 | F. League  | 1st / Won       | Quarterfinal                 |
| 2016-17 | F. League  | 2nd / 2nd stage | Champions                    |
| 2017-18 | F. League  | 1st / Won       |                              |
| 2018-19 | F1. League | 1st / Won       | Quarterfinal                 |
| 2019-20 | F1. League |                 | Champions                    |

## Plantel

### Grandes Jogadores
- Marquinho
- Rafael Henmi
- Kenichiro Kogure
- Ricardinho
- Ricardo Higa